# 山下博美
山下 博美（やました ひろみ、女性）は、和歌山放送田辺支局に勤務するラジオパーソナリティー。番組での愛称は「きよちゃん」。

## 来歴
和歌山県立南部高等学校を卒業後、トヨタL&Fなどに勤務したあと、和歌山放送に就職。
「やにこいラジオ昼いちばん!」でパーソナリティーを務め、番組ではラジオカーを自ら運転して生放送で取材するスタイルを取る。
朝日放送テレビの「新婚さんいらっしゃい!」に出演したことがある。